# Železniční nehoda v Uhersku
Železniční nehoda v Uhersku se udála 25. prosince 1909 v 9:30 v železniční stanici Uhersko na dvoukolejné trati Praha – Česká Třebová vlastněné společností c. k. priv. Rakousko-uherské státní dráhy (StEG) v obci Uhersko nedaleko Pardubic. Rychlík se zde čelně srazil s odstaveným nákladním vlakem. Nehoda si vyžádala celkem 13 mrtvých a nejméně 94 lehce a těžce zraněných.

## Výchozí situace
Rychlý nákladní vlak číslo 351 jedoucí na trase Česká Třebová – Praha měl toho dne mírné zpoždění. Ke stanici se potom v opačném směru, od Prahy, blížil rychlík č. 7. Panovalo mlhavé zimní počasí se zataženou oblohou a špatnou viditelností.

## Průběh nehody

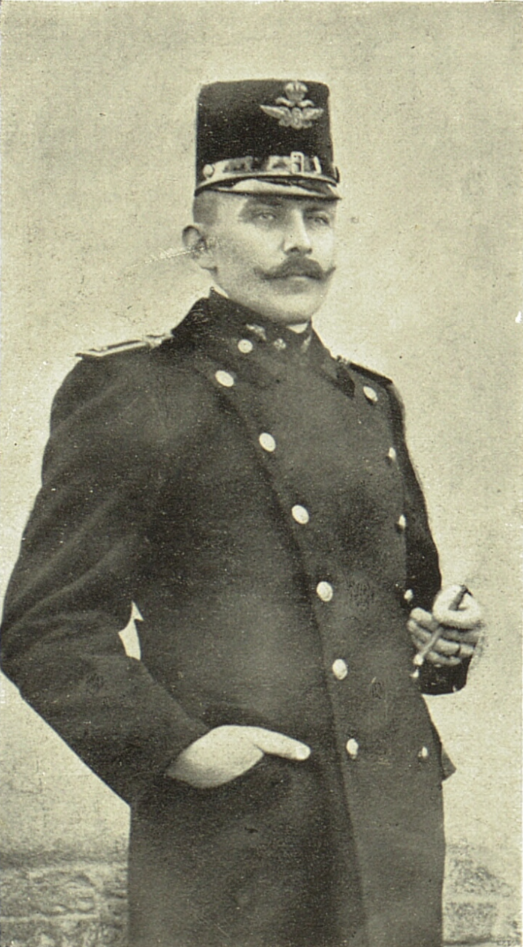
Službu konající asistent Zeiss (časopis Světozor, 1910)

Výpravčí ve stanici Uhersko, drážní asistent Zeiss, se rozhodl nechat pomalejší nákladní vlak jedoucí od České Třebové předjet za ním jedoucím rychlíkem stejného směru. Protože ve stanici nebyla volná boční kolej, nasměroval nákladní vlak na hlavní kolej v opačné kolejové skupině a nechal ho tam čekat. Zapomněl však zároveň dát vjezdové návěstidlo ze směru od Prahy do polohy „Stůj“, neboť již bylo v poloze „Volno“ pro rychlík od Prahy. Mezitím rychlík od České Třebové projel stanicí po hlavní koleji. Krátce nato vjel do stanice traťovou rychlostí rychlík z Prahy a čelně se střetl s čekajícím nákladním vlakem. Náraz zcela zničil tři osobní vozy rychlíku, vážně poškozeny byly také obě lokomotivy a služební vozy obou vlaků, další tři osobní a tři nákladní vozy.
Oba vlaky se následně vznítily od ohně z parních lokomotiv. Požár pomáhali hasit také dobrovolní hasiči z nedalekého Uherska.

## Následky

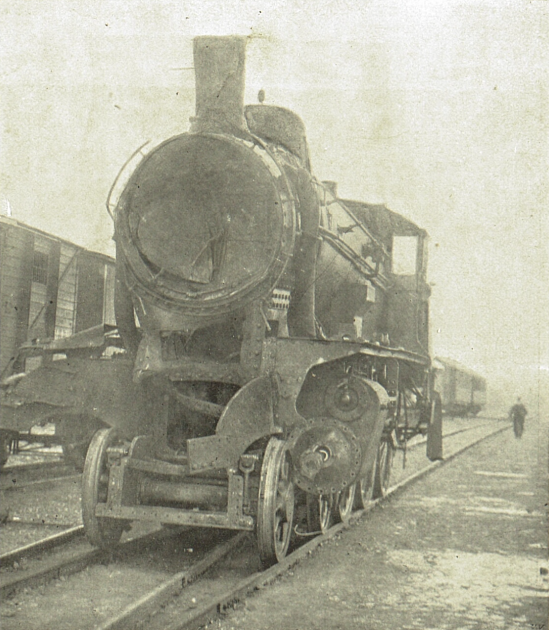
Rozbitá lokomotiva pražského rychlíku (časopis Světozor, 1910)

O život přišlo devět cestujících a čtyři průvodčí, dalších 13 cestujících a dva průvodčí byli těžce zraněni. Ze 190 cestujících v rychlíku bylo celkem 94 zraněno. Celková škoda nehody byla vyčíslena na 10 milionů rakousko-uherských korun.